# Бежанци от Гръцката гражданска война
Бежанците от Гръцката гражданска война през 1946 – 1949 са членове или симпатизанти на победените във войната прокомунистически сили, напуснали Кралство Гърция като политически бежанци. Разпадането на Демократична армия на Гърция (ДАГ) и евакуацията на Комунистическата партия на Гърция (КПГ) в Ташкент през 1949 г. принуждава хиляди хора да напуснат страната. Изчислено е, че до 1949 г., над 100 000 души са напуснали Гърция към Югославия и страните от източния блок, по-специално СССР и Чехословакия. Това число включва и десетки хиляди деца-бежанци, които са евакуирани от КПГ в организирана кампания. Войната сее разрушение в цяла Гърция, особено в районите на гръцка Македония и Епир, в резултат на което много хора продължават да напускат страната дори и след края на военните действия.

## Гражданска война в Гърция
След като нахлулите в Гърция сили на „Оста“ претърпяват поражение избухва борба между Демократична армия на Гърция (ДАГ) и гръцкото правителство, върнало се от изгнание. Много хора решават да се върнат към старите съюзи с това, което те считат за законно правителство на Гърция. В скоро време противопоставянето ескалира в гражданска война между две конфликтни страни. Много от селяните, левите, социалистите, понтийските гърци, гърците от Кавказ, етническите малцинства от Северна Гърция като славяните българи и македонци и идейните комунисти, се включват в борбата на страната на КПГ и ДАГ. Социалистическа Федеративна Република Югославия и Народна Социалистическа Република Албания подпомогат ДАГ да продължи своята борба, като голяма част от бойците са вербувани сред техните едноезични общности е Егейска Македония. Изчислено е, че до 1949 г. от 40 до 60 на сто на обикновените войници на ДАГ са егейски македонски славяни, което възлиза на 11 000 – 14 000 души от бойната сила. Като взима предвид тяхната важна роля в конфликта, КПГ променя политиката си спрямо тях. На Петия пленум на КПГ на 31 януари 1949 е приета резолюция, според която след комунистическата победа македонските славяни ще намерят своето „национално възраждане“ в рамките на единна гръцка държава. Въпреки този важен принос към войната, той се оказва недостатъчен за да промени изхода от нея.
До пролетта на 1947 г. комунистическите сили контролират по-голямата част от гръцките селските райони, но все още нямат значителна подкрепа в големите градове. В същото време гръцките затвори са пълни с партизани от EЛАС, членове на НОФГ и други прокомунистически настроени граждани. Хиляди хора са разстреляни по твърдение, че са извършили военни престъпления срещу гръцката държава. След поражението на ДАГ в Пелопонес нова вълна на терор се разпространява по територията, контролирана от правителството в Атина. До 1948 г. територията, контролирана от комунистите е намалена до селските райони на Гръцка Македония и Епир. При тези обстоятелства алтернативното прокомунистическо правителство със седалище в Нередската планина скоро решава да евакуира всички деца на възраст от 2 до 14 години от всички райони, които все още са под негов контрол. Повечето от тези деца са от славянски македонски семейства. Скоро много ранени партизани и по-възрастните хора заедно с децата-бежанци са евакуирани в Народна Република Албания. През 1948 година Югославското правителство решава да затвори Югославско-гръцката граница, което от своя страна принуждава много про-Тито настроени сили от НФОГ да бягат в Югославия. Славяните от Гръцка Македония обаче остават и продължават да се сражават в редиците на ДАГ, като според някои оценки до 1948 година броят им възлиза на повече от 30% от комунистическите военни сили. В следващите месеци правителствената Национална армия консолидира своя контрол в области, по-рано контролирани от комунистите. Много села са разрушени по време на бойните действия и вътрешно разселените вече жители напускат страната през територията на Албания и Югославия. Села като Пименикон (на албански: Бабчор) в региона на Кастория, които по-рано са заличени от американските бомбардировачи, са окончателно обезлюдени през 1948 г. В началото на 1949 г., увеличението на американската помощ за Национална армия, разривът Тито-Сталин, както и голямото поражение на островите и в Пелопонес окончателно дестабилизират позицията на ДАГ.
След колапса на ДАГ много етнически албанци, българи, гърци, македонци от Гръцка Македония бягат на север за да избегнат евентуално преследване и саморазправа от страна на Националната армия. Това историческо събитие е наречено Изход на егейските македонци от Гърция в резултат на Гражданската война. Бежанците се насочват главно към земите на Република Македония или под закрилата на Македонската етническа диаспора. КПГ твърди, че общият брой на политическите бежанци възлиза на 55 881, като от 28 000 до 32 000 деца са евакуирани по време на гръцката Гражданска война. През 1951 документ от Социалистическа Федеративна Република Югославия твърди, че общият брой на славяните от Гръцка Македония, които са напуснали Гърция по време на Гражданската война е 28 595. Етнически македонски източници определят броят на бежанците като много по-голям – 213 000 души.
В хода на войната загиват хиляди комунисти, други са въдворени в затвор или са конфискувани техните земи. От Щаба на Демократична армия на Гърция е съобщено също, че от средата на 1945 г. до 20 май 1947 г. само в Западна Македония са измъчвани 13 259 души, 3215 са хвърлени в затвор, а 268 са екзекутирани без съд и следствие. Много затворени македонци често формират етнически обособени групи в затворите. Гръцките затвори и лагери са разположени на островите Икария и Макронисос, в затвора Авероф близо до Атина и затворите в Солун и Лариса.

## Децата-бежанци
До 1948 година десетки деца вече са станали колатерални жертви на военните действия поради недохранване, болести и наранявания. На 4 март 1948 г., „Радио Свободна Гърция“ обявява, че всички деца под 15 години ще бъдат евакуирани от райони, намиращи се под контрола на Временното комунистическо правителство. По-възрастните жени са инструктирани да отведат децата през границата в Югославия и Албания, а по-младите майки са отведени в планините от партизаните. Вдовиците на загиналите партизани са превърнати в заместителни майки и заедно с партизански настойници (млади жени и мъже) подпомагат пътуването на децата към Източния блок. Смята се, че 8000 деца са напуснали Костурския край след оповестяването на това съобщение.
Хиляди гръцки, български, македонски и арумънски деца също са евакуирани от райони, намиращи се под контрола на комунистите. В Организацията на Обединените Нации е създаден специален Комитет по Балканите (UNSCOB), чиито доклад потвърждава, че селата с македонски етнос на населението са много по-склонни да позволят на децата им да бъдат евакуирани. Те стават известни като Децата Бегалци (Decata Begalci) в Република Македония и Македонската етническа диаспора. Според някои източници, повечето от децата, изпратени в Източния блок са с македонски етнически произход и говорят на македонски език, но това се оспорва от КПГ с официални документи и изявления на политически бежанци в годините след евакуацията. 
Изключения са направени за деца на възраст от две или три години, които остават със своите майки, докато останалите трябва да бъдат евакуирани. Много от тези деца са разпръснати из цяла Източна Европа – до 1950 г. 5132 деца са в Румъния, 4148 в Чехословакия, 3590 в Полша, 2859 в Унгария и 672 в България. Официалната гръцка позиция е, че тези деца са насилствено отнети от родителите им от комунистите за да бъдат възпитани в чужбина в рамките на социалистическата система. Отвличането на деца се нарича от гръцките историци и политици като Педомазома (Παιδομάζωμα), с което правят аналогия с османската система Девширме.

## Евакуация след поражението на комунистите
В началото на 1949 г. положението на комунистите е тежко. Гръцко-югославска граница е затворена и ежедневно групи бежанци бягат през албанската. Оттам те се разпръскат в останалата част от Източния блок, а много партизани не оцеляват по време на пътуването. Сред тях има такива, които не изоставят надеждата да се борят за гръцката Комунистическата партия и Демократичната армия на Гърция, но в други части на света. Повечето обаче са бежанци, чиито домове и имоти са били разрушени от гражданска война. Други са прогонени от правителствените сили заради сътрудничество с българската Охрана по време на войната. Хиляди са избягали през границата, преди гръцкото правителство да успее отново да установи контрол над бившите комунистически територии.
Хиляди бежанци се оказват в Съветския съюз, Чехословакия, страните на Източния блок, Австралия, САЩ и Канада. Този процес разделя много семейства, като майки губят контакт с децата си и никога няма да ги видят отново. Масовата емиграция става най-забележимият ефект на Гражданската война в Гърция.

### Изгнание от Гърция
През 1947 г. е издаден правния акт L-2, според който се отнема гражданството и се забрана да се връщат в страната всички хора, които са се борили срещу гръцкото правителство по време на Гражданска война и са напуснали Гърция. На 20 януари 1948 е издаден нормативен акт М, който позволява на гръцкото правителството да конфискува имоти на хора, които са лишени от тяхното гражданство. 

### Изход на славяните от Гръцка Македония
Изходът на македонците от Гърция (на македонска литературна норма: Егзодус на Македонци од Грција) засяга хилядите македонци, които са евакуирани, бягат или са прогонени по време на гръцката Гражданска война в периода от 1945 до 1949 година. Тези политически бежанци са обект на репресии с оглед на тяхната етническа и културна идентичност. Много македонци преминават на страната на КПГ, която през 1934 година обявява намерението си да „се бори за национално самоопределение на репресираните славяни македонци“ Етническите македонци се сражават за ДАГ в обособено военно крило, наречено Народноосвободителен фронт (НОФ). До 1946 година хиляди македонци влизат в борбата, а заедно с тях се сражават и арумъни от Костурско. Под НОФ, славяно-македонска култура получава възможност да се развива в Гърция и повече от 10 000 деца посещават 87 училища, преподаващи на македонски език, печатат се вестници и се държат театрални постановки на също на македонски. С пристигането на правителствените войски тези учреждения са затворени или разрушени. Много хора се страхуват от угнетения и от загуба на своите права под давлението на гръцкото правителство, което, от своя страна, ги кара да напуснат Гърция.

## Установяване на бежанците в чужбина
След поражението на Комунистическата фракция повечето комунисти бягат в Албания, а след това към останалата част от Източния блок. Повечето от партизаните от Демократична армия на Гърция са евакуирани в Ташкент, СССР, докато други са изпратени в Полша, Унгария и Румъния. Община на гръцките-комунисти партизани е създадена в село Булкес в Войводина, Югославия. В Ташкент се установява седалището на гръцката Комунистическа партия. Подсигурени са специална подготовка, настаняване и доставка за победената армия.
Много от децата-бежанци са настанени в евакуационни лагери в цяла Европа – Полша, България, Съветския съюз, като най-голямата група – 11 000 деца, попада в Югославия, главно в Социалистическа Република Македония в села като Любойно и Брайчино. Изградени са полеви детски болници на Червения Кръст. Освен лагерите над 2000 къщи са освободени за децата, а много от тях са настанени в приемни семейства. Из целия Източния блок децата-бежанци често се обучават на три, а често и четири език; гръцки, македонски, приемният и руски език.

### Югославия
Половината от всички егейски бежанци от гръцката Гражданска война са изпратени в Югославия, в селища, където техните наследници живеят.

#### Македония
Повечето бежанци, изпратени в Югославия попадат в Социалистическа Република Македония по очевидни причини, като по-късото разстояние между границите на Гърция и Югославия. Скоро потокът от хора се променя и много етнически македонци от Югославия се връщат в Гърция с надеждата за оказване на помощ на народоосвободителното фронт. В крайна сметка хиляди партизани и бежанци влизат в страната през територията на Албания, след като границата с Югославия е затворена и остават в Република Македония.
Бежанци от Егейска Македония се заселват в опустели села и райони на Македония – около Тетово и Гостивар, Битоля, докато бежански лагери са създадени в Куманово и Струмица. Големи анклави бежанци и техните потомци днес могат да се намерят в предградията на Скопие. Република Македония е център за егейските македонски бежанци от Гражданската война, като според някои оценки броят им и на техните потомци надхвърля 50 000 души.

#### Войводина
Войводина приема една от най-големите бежански групи в целия Източен блок. Буликес, бившият немски лагер приема бежанците от така наречената „гръцка комуна“. Въпреки че са приети като гърци, значителна част в действителност са славяни-македонци. Първата група бежанци достига Буликес от Куманово на 25 май 1945 и съдържа 1454 бежанци, най-вече партизани. До юни 1945 г. друга група 2702 бежанци са прехвърлени във Войводина. През пролетта на 1946 г. група бежанци, наброяваща около 250 души напуска комуната, а много други се разселват по съседните села като Гаково и Крушевлье. Именно тук е създадено началното училище, започва издаването на гръцки вестник заедно с детски книги и издания на Комунистическата партия на Гърция. До 1946 г. населението на комуната достигна 4023 души, но в края на краищата комуната е закрита, а жителите на селото са преведени в други лагери – в Бела Църква, Пландиште, Вършац, Ечка и Шид.

### Източен блок
Където и да са били евакуирани из целия Източния блок, егейските бежанци са субект на местни специални разпоредби. Все пак из целия Източен блок етническите македонски бежанци са обучавани на новокодирания македонски език и на езика на приемащата страна, а много често са обучавани и на руски език. За голяма част от децата-бежанци в крайна сметка са намерени и приемни родители в приемащата страна, а много други през 1955 г. са изпратени в Югославия, която се стреми да ги привлече. През 1970-те години стотици бежанци се завръщат в Социалистическата Република Македония от Ташкент и Алма-Ата, СССР. През 1982 г. правителството на Гърция издава Закон за тяхната амнистия, който позволява на много „гърци по род“ да се върнат по родните си места през следващия период.

#### СССР
След разпадането на Демократична армия на Гърция 8573 мъже и 3407 са жени-партизани са евакуирани в Ташкент и Алма-Ата в Централна Азия. През 1960-те и 1970-те години много от етническите гръцки-партизани остават в Съветския съюз, докато повечето етнически македонци са преместени в Югославска Македония. След амнистията от 1980 много гърци се връщат в Гърция, по-специално в Егейска Македония.

#### Полша
Голяма група от минимум 12 300 егейски бежанци намира пристан в Долна Силезия, Полша.  На 25 октомври гръцки деца-бежанци от Румъния са били преместени в модерно окомплектовани от Червения Кръст лагери в Лендек-Здрой и Кросценко, Полша. Много от тези заселници трайно отсядат в Долна Силезия, а други се разселват по цялата Южна и централна част на Полша и скоро достигат Гданск и Згожелец. Много гърци решават да се върнат в Гърция след като законът за амнистията от 1982 допуска това, а голяма част от егейските македонци в крайна сметка напсукат Полша към Социалистическа Република Македония. Книга за македонски деца в Полша (на македонска литературна норма: Македонските деца во Полска) е публикувана в Скопие през 1987 година. Друга книга – „Политическите бежанци от Гърция за Полша 1948 – 1975“ (на полски: Uchodźcy Polityczni z Grecji w Polsce; 1948 – 1975), също е публикувана. През 1989 г. „Асоциация на македонците в Полша“ (на полски: Towarzystwo Macedończyków w Polsce, на македонска литературна норма: Друштво на Македонците во Полска) е основана с цел оказване на натиск върху гръцкото правителство да осигури свободно връщане на децата-бежанци в Гърция.

#### Чехословакия
Първите деца-бежанци пристигат в Чехословакия и първо са поставени под карантина в изоставен немски лагер. Тук им е осигурени храна и подслон като са разделени на възрастови групи. Сурогатни майки от гръцка Македония са назначени за по-малките деца, докато по-големите са обучавани в училище. Чешките учители, които се занимават с тях, са преминали обучение в областта на психологията и преподават на чешки, гръцки, македонски и руски език. Възникват спорове между гръцките и етнически македонските деца, което води до преместване на гръцките при възрастните партизани и бивши членове на комунистическата партия. До 1950 около 4000 мъже, жени и деца са евакуирани в Чехословакия, а до 1960 са създадени гръцки и македонски официални общности. За разлика от други комунистически страни повечето от бежанците решават да останат в Чехословакия до амнистията от 1980-те години. В началото на 1990-те години на клон на Сдружението на децата-бежанци от Егейска Македония е създадена в Чехия и в Словакия. Бившите гръцки бежанци са признати за национални малцинства на Правителството на Чешка Република.

#### България
Въпреки че Народна Република България първоначално приема малко бежанци, политиката на правителството се е променя и българското правителството започва активно да привлича етническите македонски-бежанци. Смята се, че около 2500 деца и 3000 бунтовници са изпратени в България по време на войната. Голям поток от бежанци стигат в България с българската армия, която ги извежда от областта Драма-Сяр през 1944 година. Създаден е „Славянски комитет“ в София с цел улеснено привличане на бежанци, които са се установили в други части на Източния блок. Според политически доклад от 1962 г. броят на политическите емигранти от Гърция в НРБ възлиза на 6529. За разлика от други страни от Източния блок, тук не е имало конкретни организации, създадени за разглеждането на специфични въпроси, свързани с деца-бежанци и за сътрудничество с Асоциацията на децата-бежанци от Егейска Македония в Социалистическа Република Македония. В края на краищата много от тези имигранти се преместват в Социалистическа Република Македония.

#### Румъния
Голям евакуационен лагера е създаден в румънския град Тулгеш. Там много от по-малките деца са събрани с родителите си, като се смята, че 5132 деца и 1939 мъже и жени са евакуирани в Румъния. От всички деца, евакуирани в Източния блок, на най-голям брой е евакуиран там. Специални разпоредби са били предназначени за тях. Те са обучавани на руски, гръцки, румънски и македонски език. Много гръцки деца-бежанци са върнати в Гърция съобразно закона за амнистия от 1982 г. Славяно-македонски бежанци стават официално признато малцинство в Румъния.

#### Унгария
Голяма група бежанци е евакуирана в Унгария през 1946 – 1949 г. Тя включва 2161 мъже, 2233 жени и 2859 деца. Първата група от около 2000 деца са евакуирани в Унгария и приютени в казарма. Друга група от 1200 партизани е преведен от Буликес Унгария. Първоначално бежански лагер е създаден в унгарски село Фехерварцсурго. Властите скоро разделят егейските бежанци на групи съобразно техния произход и са разселени повторно. Гръцко селище е основано в централна Унгария и наречено Белоянис, на името на гръцкия комунистически борец Никос Белоянис. Бежанците са разпределени из цялата страна и получават помощи от Червения Кръст, а образование на унгарски, славяно-македонски, гръцки и руски. Много са предпочели да напуснат Унгария в търсене на близки и роднини главно в Социалистическа Република Македония и в Гърция след 1982 година.

#### Германска Демократична Република
Изчислено е, че около 1200 деца бежанци намират своя път към Източна Германия. По това време се твърди, че всички тези деца са „гръцки“ и не се прави никаква разлика по отношение на етническа принадлежност на децата, включително етнически македонска и албанска. За разлика от останалата част на Източна Европа, в Германия децата-бежанци не учат на македонски език и тъй като повечето от тях са гръко-македонцев в крайна сметка повечето се завръщат в Гърция.

### Бежанци на Запад
Голяма част от възрастните, които са напуснали Европа, се оказват в Съединените щати, Канада и Австралия. През 1950-те години те са свидетели на пристигането на повече от 2000 деца-бежанци в Канада. Много бежанци остават в Европа и се установяват в европейски градове като Лондон и Париж с надеждата да продължат борбата си.

## Последици
Прогонването на голяма част от населението от гръцка Македония драстично променя социалния и политически пейзаж в региона. Обезлюдяването, репатриране, дискриминация и репопулирането станават проблеми, които чакат решение в периода след гръцката Гражданска война.

### Загуба на гражданство
През 1947 г., тези, които са се борили с правителството на Гърция са лишени от гражданство и ограничени от повторно влизане в Гърция. Това означава, че изгнаниците-бежанци не могат да се върнат по родните си места. Бежанците, останали в Източна Европа и на Запад са лишени от тези права без справедлив съдебен процес с възможност за защита в независим съд и несъобразно с международно признатите протоколи за отнемане на гражданство. Този исторически акт е използван предимно срещу етническите македонци, въпреки заявената му универсалност по отношение на етническата принадлежност. Лица с двойно гражданство, които са лишени от гръцкото си такова в съответствие с член 20 от правния кодекс за гражданството нерядко получават отказ за посещение на Гърция до 1998 г., откогато не е имало нови съобщения за подобни случаи.
През 1982 г. гръцкото правителство оопвестява Закон за амнистията, който позволява връщане и репатриране на политически бежанци, които са напуснали Гърция по време на гръцката Гражданска война. Решението на министрите позволява връщането на „всички гърци по род, който по време на Гражданската война 1946 – 1949 са избягали в чужбина като политически бежанци“. Това изключва много хора, които не са били „гърци по род“, като егейските българи и македонци. Тези, които се самоопределят като нещо различно от „гръцки по род“ на практика са изключени от закона и не са в състояние да възстановят своето гражданство и собственост.

### Обезлюдяване и загуба на имоти
Един от основните резултати от войната в Северна Гърция е депопулацията на района. Това е най-видимо се усеща в областите Лерин, Костур, Козани и Волос, където комунистическата партия е популярна и където е най-голямата концентрация на славянски македонци. Много от тамошните опустошени и разорени села и конфискуваното имущество са предадени на други лица, главно власи и гърци при програми за разселвани, извършвани от гръцкото правителство в периода 1952 – 1958.
Законовият акт 1540/85 от 10 април 1985 година заявява, че политическите бежанци могат да си върнат собствеността само ако са от „гръцки род“. Това изключва славомакедонските бежанци, които твърдят, че тяхната националност не е гръцка.

### Отказ за реадмисия в Гърция
Много хора, които са избягали от страната, получават отказ за издаване на виза за повторно влизане в Гърция. Бежанци, планиращи да присъстват на сватби, погребения и други събития, са лишени от достъп до Гърция. Тези мерки засягат дори австралийски и канадски граждани, много от които получават отказ за влизане в Гърция. Гръцкият Хелзинкски монитор призовава гръцкото правителство да прекрати тази практика към „неетническите гърци“.

## Инициативи и организации
Бивши партизани и деца-бежанци създават осем основни организации и институции по въпросите на бежанците и изхода на славянските македонци от Гърция и с цел оказване на натиск върху гръцкото правителство, за да им позволи да се върнат у дома и възстановяване на техните права. Тези организации традиционно са насочени към етническите македонски бежанци, тъй като повечето от етнически гръцки бежанци се връщат в руслото на гръцкото общество.

### Световни събирания на децата-бежанци
Най-забележителното събитие, организирано от етническите македонски деца-бежанци е събирането им на Световния конгрес на децата-бежанци. Първото му издание се провежда през юли 1988 г. в град Скопие, последван от втори през 1998 г., трети през 2003 и четвърти на 18 юли 2008. Това събитие събира деца-бежанци от цял свят – Румъния, Канада, Полша, Чехия, Австралия, САЩ и Сърбия.
Първата Международна среща на деца-бежанци от Егейска Македония се провежда в Скопие между 30 юни и 3 юли. Тогава Асоциацията на деца-бежанци от гръцка Македония приема резолюция, в която призовава правителството на Гърция да позволи на македонските политически бежанци да се върнат в Гърция. Голям митинг се състои през 1988 г. с участието на бежанци, които са били принудени да напуснат Гърция през 1948 година. Това бе повторена отново на 10 август 1988 г., на 75-годишнина от подялбата на Македония. Втората Международна среща е планирана с помощта на Виножито, която координира дейности по събиране на роднини, които все още живеят в Гърция. Световният конгрес от 1998 г. е организиран с посещение в Република Гърция на славяни българи и македонци, прогонени от Гърция. Световният конгрес продължава в Скопие от 15 до 18 юли. Историческо пътуване е планирано до гръцкия град Едеса на 19, в което се включват 30 души, на които по прежнему е забранено да влизат от Гърция, въпреки че са с канадското гражданство, но поради етническа македонска идентичност участват в македонската диаспора.

### Други групи
В Асоциация на децата-бежанци от Егейска Македония е основана деца-бежанци през 1979 г. с цел обединението на всички бивши деца-бежанци, които живеят по целия свят в тясно сътрудничество с Асоциацията на Македонците от Егейска Македония. Основните цели на организация са да лобира пред правителството на Гърция в замяна на гражданство и предоставяне на виза за повторно влизане в Гърция на попадналите в изгнание бежанци. Организацията е създадена през 1979 г. и е помогнал да се организира първата в света срещне с бежанци, проведена в Скопие и има клонове в Торонто, Аделаида, Пърт, Мелбърн, Скопие, Полша, Чехия и Словакия.
Други групи се основава на децата-бежанци са Асоциация на прогонените македонците „Егейско море“, в Асоциация за децата–бежанци от Република Македония и Организация на Македонски потомци от Егейска Македония в град Битоля.

## Списък на известните бежанци
- Георги Аяновски (1940-) – журналист и детски писател
- Вангел Аяновски (1909 – 1996) – участник в национално-наистина освобождаващ отпред (Македония) и лидер на SNOF
- Костас Акселос (1924 – 2010) – философ
- Димитър Димитров (1937-) – професор, философ, политик и писател
- Харилаос Флоракис (1914 – 2005) – бригаден генерал ДСЕ, Генерален секретар на ЦК на КПГ от 1970 г. се завръща в Гърция
- Ристо Кирязовски (1927 – 2008) – историк, учен и издател
- Ристо Таков, смятан за основоположник на спорта борба в Народна република Македония
- Ягнула Куновска (р. 1943 г.) е юристка, политик и художничка от Костур
- Паскал Митревски (1912 – 1978) – бивш председател на национално-наистина освобождаващ отпред
- Димитрис Парцалидис (1905 – 1980) – член на ЦК на КПГ за да са се върнали късно
- Любка Рондова (1936 – 2016) – народен певец
- Благой Шклифов (1935 – 2003) – phonologist и дефектолог
- Андрей Чипов (1904 – 1956) – лидер на комунистите
- Андреас Дзимас
- Маркос Вафиадис (1906 – 1992) – военен ръководител на ДСЕ на Върховния щаб, председател на Временното правителство, се върна по-късно
- Илиос Янакакис (1931-) – историк и политолог, професор
- Янис Ксенакис (1922 – 2001) – композитор и архитект
- Николаос Захариадис (1903 – 1973) – Генерален секретар на Комунистическата партия на Гърция
- Марта (1946-) и Тена (1948-) Елефтериаду – популярните чешки певци дует

## Списък на литературата
1. ↑  Keith, Brown. The Past in Question: Modern Macedonia and the Uncertainties of Nation.   Princeton University Press, 2003. ISBN 0-691-09995-2. с. 271.
2. ↑  Clogg, Richard. Catastrophe and occupation and their consequences 1923 – 1949 //  A Concise History of Greece. Second.   Cambridge University Press. ISBN 978-0-521-00479-4. с. 139. Посетен на 24 ноември 2008.
3. ↑  Ζαούσης Αλέξανδρος. Η Τραγική αναμέτρηση, 1945 – 1949 – Ο μύθος και η αλήθεια (ISBN 9607213432).
4. ↑  Speech presented by Nikos Zachariadis at the Second Congress of the NOF (National Liberation Front of the ethnic Macedonians from Greek Macedonia), published in Σαράντα Χρόνια του ΚΚΕ 1918 – 1958, Athens, 1958, p. 575.
5. ↑  KKE Official documents,vol 8
6. ↑  „Incompatible Allies: Greek Communism and Macedonian Nationalism in the Civil War in Greece, 1943 – 1949. Andrew Rossos“, The Journal of Modern History, Vol. 69, No. 1 (Mar., 1997) (p. 42)
7. ↑  Rossos, Andrew. Macedonia and the Macedonians: A History.   Hoover Press, 2007. ISBN 0-8179-4881-3. с. 208.
8. ↑  Voglis, Polymeris. Becoming a Subject: Political Prisoners During the Greek Civil War.   Berghahn Books, 2002. ISBN 1-57181-308-X. с. 204.
9. ↑  KKE, Πέντε Χρόνια Αγώνες 1931 – 1936, Athens, 2nd ed., 1946.
10. ↑  Shea, John. Macedonia and Greece: The Struggle to Define a New Balkan Nation.   Jefferson, North Carolina, McFarland & Company Inc., Publishers, 1997. с. 116. Посетен на 20 юни 2014.
11. ↑  Przemiany demograficzne społeczności greckiej na Ziemi Lubuskiej w latach 1953 – 1998 //   Посетен на 27 октомври 2015.
12. ↑  Bugajski, Janusz. Ethnic Politics in Eastern Europe: A Guide to Nationality Policies, Organizations, and Parties.   Toronto, M.E. Sharpe, 1993. ISBN 1-56324-282-6. с. 359.
13. ↑  TJ-Hosting. MHRMI – Macedonian Human Rights Movement International //   Посетен на 27 октомври 2015.
14. ↑  Marinov, Tchavdar. Aegean Macedonians and the Bulgarian Identity Politics.   Oxford, St Antony’s College, Oxford, 2004. с. 5.
15. ↑  Marinov, Tchavdar. Aegean Macedonians and the Bulgarian Identity Politics.   Oxford, St Antony’s College, Oxford, 2004. с. 7.
16. ↑  Council of Europe: Discriminatory laws against Macedonian political refugees from Greece
17. ↑  Press Release //    Архивиран от оригинала на 2016-04-23. Посетен на 27 октомври 2015.
18. ↑   Georgi Donevski Visits the Macedonian Community in Toronto, архив на оригинала от 2 януари 2010, https://web.archive.org/web/20100102070855/http://maknews.com/html/articles/stefov/stefov50.html, посетен на 29 март 2018
19. ↑  Daskalovski, Židas. Elite Transformation and Democratic Transition in Macedonia and Slovenia, Balkanologie, Vol. III, n° 1.   Université de Budapest, 1999. с. Vol. III, juillet 1999, page 20.
20. ↑  TJ-Hosting. MHRMI – Macedonian Human Rights Movement International //   Посетен на 27 октомври 2015.